# Aeroportul Menominee-Marinette Twin County
Aeroportul Menominee-Marinette Twin County (IATA: MNM, ICAO: KMNM, FAA LID: MNM) este un aeroport din Comitatul Menominee, Michigan, Michigan, Statele Unite ale Americii ce deservește zona Menominee. Aeroportul a fost tranzitat în 2019 de 2 pasageri.
Situat la o altitudine de 190 m, aeroportul dispune de 2 piste.

## Infrastructură

### Piste
Aeroportul dispune de 2 piste. Pista 03/21 are suprafața de asfalt și dimensiunile 5.999 picioare × 100 picioare. Pista 14/32 are suprafața de asfalt și dimensiunile 5.100 picioare × 100 picioare. 